# 歐弗頓 (內布拉斯加州)
歐弗頓（英語：Overton）是位於美國內布拉斯加州道生縣的村。

## 人口
根據2020年美國人口普查的數據，歐弗頓的面積為1.40平方千米，皆為陸地。當地共有人口607人，而人口密度為每平方千米434人。